# 馬爾伯里格羅夫 (伊利諾伊州)
馬爾伯里格羅夫（英語：Mulberry Grove）是位於美國伊利諾伊州邦德縣的一個村落。

## 地理
馬爾伯里格羅夫的座標為38°55′28″N 89°15′58″W / 38.92444°N 89.26611°W，而該地最高點為海拔高度167米（即548英尺）。

## 人口
根據2010年美國人口普查的數據，馬爾伯里格羅夫的面積為2.60平方千米，當中陸地面積為2.60平方千米，而水域面積為0.00平方千米。當地共有人口634人，而人口密度為每平方千米243人。